# AFI's 100 Years...100 Thrills
AFI's 100 Years… 100 Thrills est le classement selon l'American Film Institute des 100 meilleurs thrillers du cinéma américain. La liste fut dévoilée le 12 juin 2001.
Le film doit :
- être un long métrage de fiction, généralement d'une durée supérieure à 60 minutes.
- avoir été tourné en anglais et être financé de manière significative par des producteurs américains.
- avoir enrichi le patrimoine cinématographique américain et doit continuer d'inspirer les artistes contemporains et le public.

Le genre du film importe peu du moment qu'il provoque une montée d'adrénaline.

## Liste des films
| #    | Films                                     | Années |
| ---- | ----------------------------------------- | ------ |
| 1.   | Psychose                                  | 1960   |
| 2.   | Les Dents de la mer                       | 1975   |
| 3.   | L'Exorciste                               | 1973   |
| 4.   | La Mort aux trousses                      | 1959   |
| 5.   | Le Silence des agneaux                    | 1991   |
| 6.   | Alien, le huitième passager               | 1979   |
| 7.   | Les Oiseaux                               | 1963   |
| 8.   | French Connection                         | 1971   |
| 9.   | Rosemary's Baby                           | 1968   |
| 10.  | Les Aventuriers de l'arche perdue         | 1981   |
| 11.  | Le Parrain                                | 1972   |
| 12.  | King Kong                                 | 1933   |
| 13.  | Bonnie et Clyde                           | 1967   |
| 14.  | Fenêtre sur cour                          | 1954   |
| 15.  | Délivrance                                | 1972   |
| 16.  | Chinatown                                 | 1974   |
| 17.  | Un crime dans la tête                     | 1962   |
| 18.  | Sueurs froides                            | 1958   |
| 19.  | La Grande Évasion                         | 1963   |
| 20.  | Le train sifflera trois fois              | 1952   |
| 21.  | Orange mécanique                          | 1971   |
| 22.  | Taxi Driver                               | 1976   |
| 23.  | Lawrence d'Arabie                         | 1962   |
| 24.  | Assurance sur la mort                     | 1944   |
| 25.  | Titanic                                   | 1997   |
| 26.  | Le Faucon maltais                         | 1941   |
| 27.  | La Guerre des étoiles                     | 1977   |
| 28.  | Liaison fatale                            | 1987   |
| 29.  | Shining                                   | 1980   |
| 30.  | Voyage au bout de l'enfer                 | 1978   |
| 31.  | Rencontres du troisième type              | 1977   |
| 32.  | L'Inconnu du Nord-Express                 | 1951   |
| 33.  | Le Fugitif                                | 1993   |
| 34.  | La Nuit du chasseur                       | 1955   |
| 35.  | Jurassic Park                             | 1993   |
| 36.  | Bullitt                                   | 1968   |
| 37.  | Casablanca                                | 1942   |
| 38.  | Les Enchaînés                             | 1946   |
| 39.  | Piège de cristal                          | 1988   |
| 40.  | 2001, l'Odyssée de l'espace               | 1968   |
| 41.  | L'Inspecteur Harry                        | 1971   |
| 42.  | Terminator                                | 1984   |
| 43.  | Le Magicien d'Oz                          | 1939   |
| 44.  | E.T. l'extra-terrestre                    | 1982   |
| 45.  | Il faut sauver le soldat Ryan             | 1998   |
| 46.  | Carrie au bal du diable                   | 1976   |
| 47.  | L'Invasion des profanateurs de sépultures | 1956   |
| 48.  | Le crime était presque parfait            | 1954   |
| 49.  | Ben-Hur                                   | 1959   |
| 50.  | Marathon Man                              | 1976   |
| 51.  | Raging Bull                               | 1980   |
| 52.  | Rocky                                     | 1976   |
| 53.  | Pulp Fiction                              | 1994   |
| 54.  | Butch Cassidy et le Kid                   | 1969   |
| 55.  | Seule dans la nuit                        | 1967   |
| 56.  | Frankenstein                              | 1931   |
| 57.  | Les Hommes du président                   | 1976   |
| 58.  | Le Pont de la rivière Kwaï                | 1957   |
| 59.  | La Planète des singes                     | 1968   |
| 60.  | Sixième Sens                              | 1999   |
| 61.  | Les Nerfs à vif                           | 1962   |
| 62.  | Spartacus                                 | 1960   |
| 63.  | Qu'est-il arrivé à Baby Jane ?            | 1962   |
| 64.  | La Soif du mal                            | 1958   |
| 65.  | Les Douze Salopards                       | 1967   |
| 66.  | Matrix                                    | 1999   |
| 67.  | Le Trésor de la Sierra Madre              | 1948   |
| 68.  | La Nuit des masques                       | 1978   |
| 69.  | La Horde sauvage                          | 1969   |
| 70.  | Un après-midi de chien                    | 1975   |
| 71.  | Goldfinger                                | 1964   |
| 72.  | Platoon                                   | 1986   |
| 73.  | Laura                                     | 1944   |
| 74.  | Blade Runner                              | 1982   |
| 75.  | Le Troisième Homme                        | 1949   |
| 76.  | Thelma et Louise                          | 1991   |
| 77.  | Terminator 2 : Le Jugement dernier        | 1991   |
| 78.  | Hantise                                   | 1944   |
| 79.  | Les Sept Mercenaires                      | 1960   |
| 80.  | Rebecca                                   | 1940   |
| 81.  | La Malédiction                            | 1976   |
| 82.  | Le Jour où la Terre s'arrêta              | 1951   |
| 83.  | Le Fantôme de l'Opéra                     | 1925   |
| 84.  | Poltergeist                               | 1982   |
| 85.  | Dracula                                   | 1931   |
| 86.  | Le Portrait de Dorian Gray                | 1945   |
| 87.  | La Chose d'un autre monde                 | 1951   |
| 88.  | Douze hommes en colère                    | 1957   |
| 89.  | Les Canons de Navarone                    | 1961   |
| 90.  | L'Aventure du Poséidon                    | 1972   |
| 91.  | Braveheart                                | 1995   |
| 92.  | La Fièvre au corps                        | 1981   |
| 93.  | La Nuit des morts-vivants                 | 1968   |
| 94.  | Le Syndrome chinois                       | 1979   |
| 95.  | Full Metal Jacket                         | 1987   |
| 96.  | Blue Velvet                               | 1986   |
| 97.  | Monte là-dessus !                         | 1923   |
| 98.  | Sang pour sang                            | 1984   |
| 99.  | Speed                                     | 1994   |
| 100. | Les Aventures de Robin des Bois           | 1938   |